# Rurik (1908)
El Rúrik (en ruso: Рюрик) fue un Crucero acorazado construido para la Armada Imperial Rusa en 1906.

## Diseño y construcción
El Rúrik era un buque inusual en la flota rusa debido a que fue construido por Vickers en el puerto de Barrow-in-Furness, Inglaterra; mientras que la mayoría de los buques se construían en puertos nacionales. Se ideó y aceptó su construcción en agosto de 1905, y se empezó a construir el 4 de noviembre de 1906. Finalmente fue botado en julio de 1909. Fue nombrada en honor a Riúrik, el semi-legendario fundador de la antigua Rusia.
A diferencia de su homónimo anterior, el Rurik perdido en 1904 frente a los japoneses, que ha sido descrito en la historiografía naval rusa como uno de los mejores cruceros acorazados construidos, con una protección muy avanzada para su época. Este fue diseñado por Tennison y Titov, y el contrato fue arreglado por Basil Zaharoff. El barco tuvo un prolongado periodo de seguimiento mientras que los defectos se iban rectificando.
Había un plan para construir dos buques más para Rusia, pero este plan fue cancelado después de que entrara en servicio el primer crucero de batalla, el HMS Invincible (1907).

## Armamento
El armamento principal consistía en dos cañones principales de 10 pulgadas (254 mm), y el armamento secundario consistía en cuatro torretas gemelas de 8 pulgadas (203 mm) ubicadas en las esquinas de la superestructura. 
Estas armas fueron construidas por Vickers. El barco contaba con armamento anti-torpedero, que se componía de veinte torretas de 120 mm. También tenía cuatro torretas de 47 mm y dos tubos lanzatorpedos de 18 pulgadas (457 mm).
Algunos ensayos con la artillería del buque revelaron que las fijaciones en los barbetas de 10 pulgadas (254 mm) y 8 pulgadas (203 mm) no eran lo suficientemente fuerte y se deformaban durante el fuego. Vickers se vio obligado a reforzar las torretas.

## Protección
Todo el casco contaba con una blindaje Krupp (hecho principalmente de acero) y fabricado por Vickers. Las torretas 254 mm estaban protegidas por 8 placas de 8 pulgadas (203 mm), y las torretas 203 mm fueron protegidos por placas de 7 pulgadas (178 mm). El cinturón principal era de 500 pies (150 m) de largo y se extendió a 5 pies (2 m) debajo de la media línea de agua. También había una cinta superior, 3 pulgadas (76 mm) de espesor, que se extendió a la batería de cañones de 120 mm. Cada torreta de 120 mm tenía pantallas de blindaje de 1 pulgada de grosor que las separaba entre sí. El puente de mando estaba protegido por una revestimiento de 8 pulgadas, con 5 pulgadas adicionales en la cabina de mando.

## Propulsión
La propulsión del Rúrik consistía en dos máquinas de vapor de triple expansión de cuatro cilindros y veintiocho calderas de tipo Belleville. En los ensayos llevados a cabo en Skelmorlie llegó a una velocidad de 21,43 nudos, desarrollando 20 580 CV.

## Servicio
El Rúrik entró en servicio en 1908. El buque llevó a cabo un despliegue en el Mediterráneo en compañía de los acorazados Tsesarevich y  Slava, donde representó a Rusia en la coronación del rey Nicolás I de Montenegro.
El Rúrik fue el buque insignia de la Flota del Báltico durante la Primera Guerra Mundial y vio mucha acción, siendo dañado por las minas en varias ocasiones. El barco estaba en muy mal estado para 1918, fue desarmado y sacado del servicio en 1922. Finalmente fue vendido para su desguace en 1930.